# جيرمين ميس
جيرمين ميس (بالإنجليزية: Jermaine Mays)‏ هو لاعب كرة قدم أمريكية ولاعب كرة قدم كندية أمريكي، ولد في 13 يوليو 1979 في ميامي في الولايات المتحدة.